# ديفيد أندرونيك
ديفيد أندرونيك (بالرومانية: David Andronic)‏ هو لاعب كرة قدم مولدوفي في مركز الوسط، ولد في 9 يوليو 1995 في مولدوفا. لعب مع سبيرانتا نيسبوريني.

## وصلات خارجية
- ديفيد أندرونيك على موقع قاعدة بيانات كرة القدم.إي يو (الإنجليزية)
- ديفيد أندرونيك على موقع Soccerway.com (الإنجليزية)